# Saison 1964-1965 de la LNH
Saison précédente Saison suivante

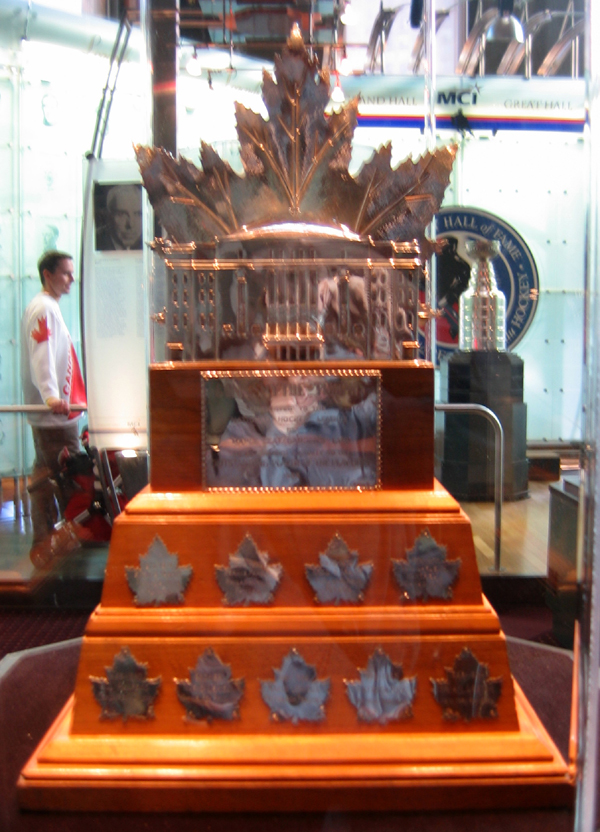
le trophée Conn-Smythe

La saison 1964-1965 est la 48e saison régulière de la Ligue nationale de hockey. Six équipes ont joué chacune 70 matchs. Jean Béliveau est le premier joueur à recevoir le nouveau trophée de la ligue : le trophée Conn-Smythe qui récompense le meilleur joueur des séries éliminatoires.

## Saison régulière

### Classement final
Les quatre premières équipes sont qualifiées pour les séries éliminatoires.
| Clt   | Équipe                 | PJ | V  | D  | N  | BP  | BC  | Pts |
| ----- | ---------------------- | -- | -- | -- | -- | --- | --- | --- |
| +001, | Red Wings de Détroit   | 70 | 40 | 23 | 7  | 224 | 175 | 87  |
| +002, | Canadiens de Montréal  | 70 | 36 | 23 | 11 | 211 | 185 | 83  |
| +003, | Black Hawks de Chicago | 70 | 34 | 28 | 8  | 224 | 176 | 76  |
| +004, | Maple Leafs de Toronto | 70 | 30 | 26 | 14 | 204 | 173 | 74  |
| +005, | Rangers de New York    | 70 | 20 | 38 | 12 | 179 | 246 | 52  |
| +006, | Bruins de Boston       | 70 | 21 | 43 | 6  | 166 | 253 | 48  |

- Vainqueur du trophée Prince de Galles
- Qualifié pour les séries éliminatoires

### Meilleurs pointeurs
| Joueur          | Équipe  | PJ | B  | A  | Pts | Pun |
| --------------- | ------- | -- | -- | -- | --- | --- |
| Stan Mikita     | Chicago | 70 | 28 | 59 | 87  | 154 |
| Norm Ullman     | Détroit | 70 | 42 | 41 | 83  | 70  |
| Gordie Howe     | Détroit | 70 | 29 | 47 | 76  | 104 |
| Bobby Hull      | Chicago | 61 | 39 | 32 | 71  | 32  |
| Alex Delvecchio | Détroit | 68 | 25 | 42 | 67  | 16  |

## Séries éliminatoires de la Coupe Stanley

### Arbre de qualification
|  | Demi-finales                             | Demi-finales                             |         |   | Finale de la Coupe Stanley                     | Finale de la Coupe Stanley                     |
|  | Demi-finales                             | Demi-finales                             |         |   | Finale de la Coupe Stanley                     | Finale de la Coupe Stanley                     |
|  |                                          |                                          |         |   |                                                |                                                |
|  | 1er, 17, 20, 22, 25, 27 et 29 avril 1965 | 1er, 17, 20, 22, 25, 27 et 29 avril 1965 |         |   | 17, 20, 22, 25, 27 et 29 avril et 1er mai 1965 | 17, 20, 22, 25, 27 et 29 avril et 1er mai 1965 |
|  | 1er, 17, 20, 22, 25, 27 et 29 avril 1965 | 1er, 17, 20, 22, 25, 27 et 29 avril 1965 |         |   | 17, 20, 22, 25, 27 et 29 avril et 1er mai 1965 | 17, 20, 22, 25, 27 et 29 avril et 1er mai 1965 |
|  | Détroit                                  | 3                                        |         |   | 17, 20, 22, 25, 27 et 29 avril et 1er mai 1965 | 17, 20, 22, 25, 27 et 29 avril et 1er mai 1965 |
|  | Détroit                                  | 3                                        |         |   | 17, 20, 22, 25, 27 et 29 avril et 1er mai 1965 | 17, 20, 22, 25, 27 et 29 avril et 1er mai 1965 |
|  | Chicago                                  | 4                                        |         |   | 17, 20, 22, 25, 27 et 29 avril et 1er mai 1965 | 17, 20, 22, 25, 27 et 29 avril et 1er mai 1965 |
|  | Chicago                                  | 4                                        | Chicago | 3 |                                                |                                                |
|  | 1er, 3, 6, 8, 10 et 13 avril 1965        |                                          | Chicago | 3 |                                                |                                                |
|  |                                          | Montréal                                 | 4       |   |                                                |                                                |
|  | Montréal                                 | Montréal                                 | 4       | 4 |                                                |                                                |
|  | Montréal                                 |                                          |         | 4 |                                                |                                                |
|  | Toronto                                  | 2                                        |         |   |                                                |                                                |
|  | Toronto                                  | 2                                        |         |   |                                                |                                                |

### Finale
Les Canadiens de Montréal sont les vainqueurs de la Coupe Stanley en battant les Black Hawks de Chicago en sept matchs.

## Honneurs remis aux joueurs et équipes

### Trophées
| Trophée              | Joueur                     | Équipe                 |
| -------------------- | -------------------------- | ---------------------- |
| Trophée Calder       | Roger Crozier              | Red Wings de Détroit   |
| Trophée Art-Ross     | Stan Mikita                | Black Hawks de Chicago |
| Trophée Hart         | Bobby Hull                 | Black Hawks de Chicago |
| Trophée Conn-Smythe  | Jean Béliveau              | Canadiens de Montréal  |
| Trophée James-Norris | Pierre Pilote              | Black Hawks de Chicago |
| Trophée Lady Byng    | Bobby Hull                 | Black Hawks de Chicago |
| Trophée Vézina       | Johnny Bower Terry Sawchuk | Maple Leafs de Toronto |

| Trophée                  | Équipe                |
| ------------------------ | --------------------- |
| Trophée Prince de Galles | Red Wings de Détroit  |
| Coupe Stanley            | Canadiens de Montréal |

### Équipes d'étoiles
| Position       | Première équipe    | Première équipe        | Deuxième équipe | Deuxième équipe        |
| Position       | Joueur             | Équipe                 | Joueur          | Équipe                 |
| -------------- | ------------------ | ---------------------- | --------------- | ---------------------- |
| Gardien de but | Roger Crozier      | Red Wings de Détroit   | Charlie Hodge   | Canadiens de Montréal  |
| Défenseur      | Jacques Laperrière | Canadiens de Montréal  | Carl Brewer     | Maple Leafs de Toronto |
| Défenseur      | Pierre Pilote      | Black Hawks de Chicago | Bill Gadsby     | Red Wings de Détroit   |
| Ailier gauche  | Bobby Hull         | Black Hawks de Chicago | Frank Mahovlich | Maple Leafs de Toronto |
| Centre         | Norm Ullman        | Red Wings de Détroit   | Stan Mikita     | Black Hawks de Chicago |
| Ailier droit   | Claude Provost     | Canadiens de Montréal  | Gordie Howe     | Red Wings de Détroit   |